# Zandvoort bij de zee

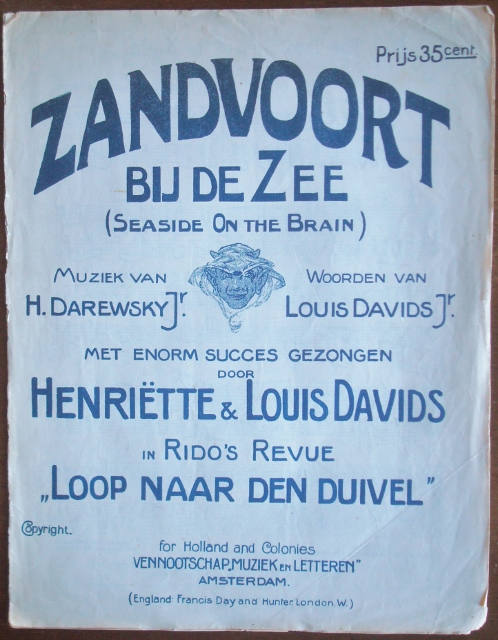
Muziekblad

Zandvoort bij de zee is een lied uit 1915 geschreven door de Nederlandse liedzanger Louis Davids. Het is geschreven op het originele nummer Seaside on the brain van de Britse componist Herman Darewski dat Davids op een buitenlandse liedjesbeurs aanschafte. Het lied werd in eerste instantie bekend als onderdeel van de revue Loop naar den duivel waarin Louis en Henriette Davids (Heintje Davids) het zongen. Het zou, zoals meer liedjes van Davids, in Nederland uitgroeien tot een evergreen.
Het lied verhaalt van een familie die met mooi weer naar het strand van Zandvoort gaat. 
Het refrein luidt als volgt:
Zandvoort bij de Zee!

We gaan naar Zandvoort bij de Zee!

Met vader en moeder met broertje en met zusje

Oome Piet tante Griet en het heele familiehusje

Gaat naar Zandvoort bij de Zee!

We nemen broodjes en koffie mee,

Oh het is zoo'n zaligheid,

Wanneer je van de duinen glijdt,

In Zandvoort bij de zee.